# (37502) 2257 T-2
2257 T-2 (asteroide 37502) é um asteroide da cintura principal. Possui uma excentricidade de 0.13200220 e uma inclinação de 3.43716º.
Este asteroide foi descoberto no dia 29 de setembro de 1973 por Cornelis Johannes van Houten e Ingrid van Houten-Groeneveld e Tom Gehrels em Palomar.